# Sádka Dašice
Sádka u Dašic je areál sádek pro chov ryb nalézající se na východním okraji města Dašice v okrese Pardubice u silnice II. třídy č. 322 vedoucí do obce Dolní Roveň. Areál je využíván pro chov ryb a zároveň představuje lokální biocentrum. V roce 2017 byla provedena jeho revitalizace.

## Galerie

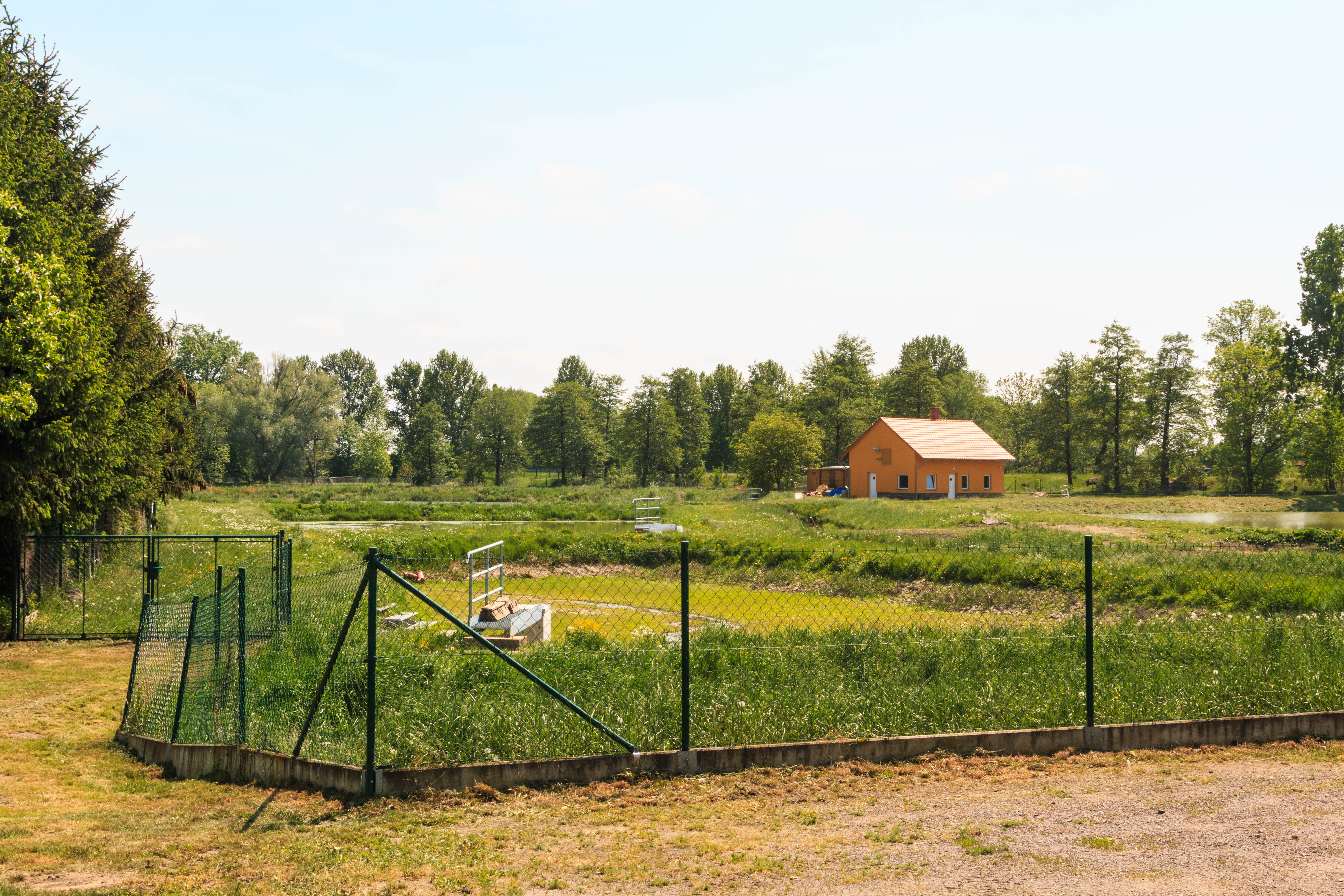
pohled na Sádky dašice